# Jangsu

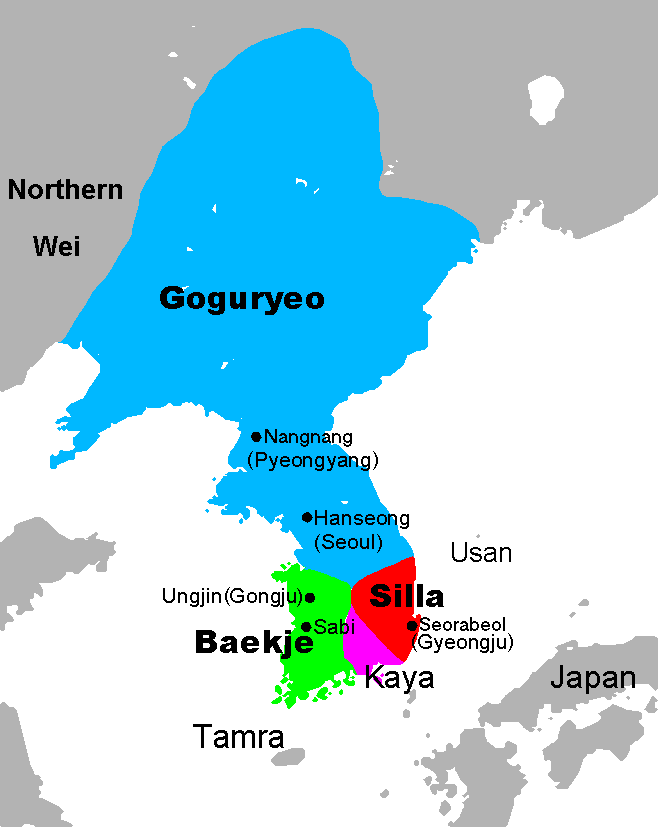

Jangsu (394–491) was koning van Koguryo van 413 tot 491 en daarmee de langst regerende vorst van Oost-Azië.

## Levensloop
Jangsu volgde zijn vader Gwanggaeto op, die de eretitel de grote droeg. Hij regeerde ten tijde van de gouden periode in de geschiedenis van Korea. In 427 verplaatste hij de hoofdstad van het rijk van Ji'an (Jilin) naar Pyongyang. In 438 profiteerde Jangsu van de rivaliteit tussen de Zuidelijke en Noordelijke Dynastieën in China om de Noordelijke Yan (Liaodong) in te palmen. Dit bracht hem in conflict met Liu Song-dynastie. Een gift van 800 paarden bracht de vrede terug. Jangsu was een groot diplomaat en zorgde ervoor dat hij op goede voet stond met de naburige landen.
Minder vriendelijk was hij voor de zuidelijke staten. In 475 viel hij Paekche (Baekje) binnen, maakte hun hoofdstad Hanseong (tegenwoordig Seoel) gelijk met de grond en in 489 annexeerde hij het koninkrijk Silla. Hiermee verenigde hij kortstondig het schiereiland en veranderde de naam van zijn rijk van Koguryŏ naar Koryŏ, waar de naam Korea afkomstig van is.
Jangsu stierf op 97-jarige leeftijd en werd opgevolgd door zijn kleinzoon Munjamyeong.